# Ly nhân tâm thượng
Ly nhân tâm thượng hay Nàng công chúa không ngủ (Tiếng Trung: 离人心上; bính âm: Lí rénxīn shàng; tiếng Anh: The Sleepless Princess), là một bộ phim truyền hình cổ trang của Trung Quốc được chuyển thể từ tiểu thuyết cùng tên của tác giả Đổng Kha, với sự tham gia của các diễn viên Trịnh Nghiệp Thành, Hồ Ý Hoàn, Hoàng Xán Xán, Dương Lâm. Tuy rằng không có sẵn lượng fan nguyên tác hùng hậu dõi theo từ trước nhưng bộ phim cũng đã nhận được đông đảo sự ủng hộ và yêu thích của người xem. Phim được phát sóng trên Mango TV vào ngày 30 tháng 7 năm 2020 và kết thúc vào ngày 09 tháng 09 năm 2020.

## Công chiếu
| Quốc gia   | Kênh                 | Thời gian phát sóng      |
| ---------- | -------------------- | ------------------------ |
| Trung Quốc | Mango TV             | Ngày 30 tháng 7 năm 2020 |
| Malaysia   | Astro Shuang Xing HD | Ngày 12 tháng 8 năm 2020 |
| Đài Loan   | myVideo              | Ngày 30 tháng 8 năm 2020 |
| Việt Nam   | VTV1                 | Ngày 22 tháng 7 năm 2021 |

## Nội dung phim
Công chúa Từ Sơ Nguyệt (Hồ Ý Hoàn thủ vai) bị chứng mất ngủ do một sự cố thuở nhỏ lại không được sủng ái, cô chỉ có thể dựa vào những cuốn tiểu thuyết hay để vượt qua thời gian cô đơn trong hậu cung. Nhưng thật ra, cô bị ảnh hưởng bởi Đá Sinh Thần và có thể dự đoán tương lai qua những giấc mơ. Trong hoàn cảnh nọ, cô trở thành cô dâu của vị tướng quân nổi tiếng lạnh lùng Tiết Diệu (Trịnh Nghiệp Thành thủ vai). Hai người luôn bất hòa, tranh cãi nhau vì không đồng quan điểm trong mọi việc. Sau một thời gian, hai người dần hiểu nhau hơn, Sơ Nguyệt biết rằng Tiết Diệu đang điều tra cái chết của huynh trưởng Tiết Mộ. Hai người bắt tay nhau cùng điều tra chân tướng sự việc và cùng nhau xây dựng một mối tình lãng mạn.

## Phân vai

### Nhân vật chính
| Diễn viên          | Nhân vật     | Giới thiệu |
| ------------------ | ------------ | --- |
| Trịnh Nghiệp Thành | Tiết Diệu    | Tướng quân Nam Tang quốc, luôn bí mật điều tra cái chết của huynh trưởng Tiết Mộ. Trong một lần vô tình gặp được Sơ Nguyệt và cứu nàng ấy khỏi cuộc truy sát. Sau đó, hoàng đế Nam Tang quốc vì muốn làm giảm uy quyền của Tiết Diệu mà ban hôn Sơ Nguyệt cho Tiết Diệu để tước binh quyền của chàng, từ đó dẫn đến cuộc hôn nhân bất đắc dĩ với những tình tiết dở khóc dở cười. |
| Hồ Ý Hoàn          | Từ Sơ Nguyệt | Công chúa Nam Tang quốc, con gái ruột đại quốc sư, được Nam Tang đế nhận nuôi từ nhỏ. Do một lần ham chơi nên Sơ Nguyệt đã bị đá sinh thần nhập vào cơ thể từ đó mỗi khi cô ngủ vào ban đêm sẽ gặp phải giấc mơ tiên tri nên cô chỉ có thể ngày ngủ đêm thức. Vô tình một lần cô ngủ quên và mơ thấy mình bị thích khách giết chết nên đã tự mình phá vỡ mộng cảnh và cũng vì lần đó mà cô đã được Tiết Diệu cứu. Nhưng do trúng phải kim độc của thích khách nên cô rơi vào hôn mê. Chính vì vậy, cô vô thức mà bị gả vào Tiết phủ để xung hỉ và bắt đầu cuộc hôn nhân đầy sóng gió cùng với Tiết Diệu. |

### Nhân vật phụ
| Diễn viên         | Nhân vật          | Ghi chú |
| ----------------- | ----------------- | --- |
| Dương Lâm         | Từ Tinh Thần      | Thuận vương gia Nam Tang quốc, hoàng đệ của Từ Sơ Nguyệt. Lúc nhỏ vì mẫu phi của Tinh Thần là Tịnh Phi mất sớm nên Tinh Thần đã được Sơ Nguyệt chăm sóc và cùng nhau lớn lên. Tinh Thần biết Sơ Nguyệt mang đá sinh thần trong mình, nếu ở hoàng cung sẽ rất nguy hiểm nên đã luôn cố gắng giúp hoàng tỷ thoát khỏi hoàng cung để hoàng tỷ có cuộc sống tự do. Nhưng trớ trêu thay Sơ Nguyệt lại đột ngột bị ban hôn với Tiết Diệu. Sau khi Từ Sơ Nguyệt được gả vào Tiết phủ, Tinh Thần vẫn luôn tận tình yêu thương và bảo vệ hoàng tỷ của mình. Không ngờ trong một lần trúng phải xuân dược mà Tinh Thần phát hiện ra bản thân đã có tình cảm đặc biệt với Sơ Nguyệt. |
| Hoàng Xán Xán     | Tô Nếp Nếp        | Sư muội đồng môn của Tiết Diệu. Trước đây luôn hâm mộ và đem lòng yêu mến Tiết Diệu. Về sau lại se duyên cùng La Kích trong một tình huống hết sức éo le. |
| Lâm Hân Nghi      | Đào Yêu           | Nha hoàn thân cận của Sơ Nguyệt, thích Tiết Mộ. |
| Châu Đại Vi       | La Kích           | Thị vệ hoàng cung, giúp đỡ Tiết Diệu điều tra cái chết của Tiết Mộ. Nên duyên cùng Tô Nếp Nếp. |
| Bành Tất Dao      | Na Khê            | Quận chúa Tây Chiêu, từng là tù binh của Tiết Diệu. Sau này dùng mỏ huyền thiết uy hiếp Nam Tang hoàng đế ban hôn với Tiết Diệu. Luôn muốn chia rẽ Tiết Diệu và Sơ Nguyệt . |
| Thư Á Tín         | Bạch Lý Khởi      | Bạch tiên sinh, thuộc hạ của Tiết Diệu. |
| Trương Tân Minh   | Tần Nhất Tiêu     | Thuộc hạ cận thân của Thuận vương Từ Tinh Thần |
| Lý Hân Lương      | Đông Thức         | Đại quốc sư đương nhiệm, biết Sơ Nguyệt mang đá Sinh Thần |
| Uông Tịch Triều   | Ninh Vương        | Con trai của Tô quý phi, tính tình có hơi tự cao nhưng lại ngốc nghếch, thích Tây Chiêu quận chúa Na Khê, từng vì quận chúa đỡ một mũi tên |
| Dương Tử Long     | Đa Nhĩ Đồ         | Thị vệ của Tây Chiêu quận chúa |
| Đỗ Hậu Giai       | Bắc Trạch Hầu     | Hôn phu trước của Sơ nguyệt, bởi vì nhìn thấy chân dung xấu xí của Sơ Nguyệt và bệnh không ngủ được mà từ hôn. |
| Quách Quân        | Hoàng đế Nam Tang | Từng lợi dụng đại quốc sư, sử dụng Đá Sinh Thần dự đoán tương lai, cải biến quốc vận. Sau khi bức tử quốc sư, bởi vì lòng mang áy náy mà nuôi dưỡng Sơ Nguyệt, hàng đêm ác mộng trằn trọc. |
| Triệu Chính Dương | Cao công công     | Tâm phúc của Hoàng Thượng, nhìn thấu mọi việc. |
| Tiêu Huân         | Tứ Hỷ ma ma       | Ma ma của Sơ Nguyệt trong cung, rất yêu thương Sơ Nguyệt |
| Chu Trí Linh      | Tiết Mộ           | Huynh trưởng của Tiết Diệu, đem lòng yêu mến Sơ Nguyệt nhưng chỉ âm thầm bảo vệ và lo lắng cho nàng. |
| Trương Nham       | Đại quốc sư       | Cha ruột của Sơ Nguyệt, Sư phụ của Đông Thức, bởi vì nắm giữ bí mật của Sinh Thần thạch mà bị ép chết |
| Mãn Ninh Khê      | Tĩnh phi          | Phi tử trong cung, mẫu thân của Thuận vương |
| Thi Lệ Kiệt       | Vân Phi           | Phi tử trong cung, khuê danh là Phi Tuyết. tình nhân bí mật của Đông Thức, bị Hoàng thượng tra hỏi thà chết không chịu cung khai thân phận tình nhân |
| Kim Kỳ Chửng      | Tiết Mạnh         | Con trai Tiết Diệu và Sơ Nguyệt |
| Hà Y Mạn          | Tiểu Đao          | Nha hoàn của Tô Nếp Nếp |
| Trương Chỉ Nhiên  | Giải La Sam       | Phàn Lâu La cô nương |

Cùng một số diễn viên khác,...

## Nhạc phim
| STT | Nhan đề                            | Phổ lời      | Phổ nhạc      | Thể hiện                  | Thời lượng |
| --- | ---------------------------------- | ------------ | ------------- | ------------------------- | ---------- |
| 1.  | "Say Giấc - 眠眠" (Nhạc đầu)       | Đổng Kha     | Lục Hổ        | Úc Khả Duy, Hoắc Tôn      |            |
| 2.  | "Cái Đuôi Nhỏ - 小尾巴" (Nhạc kết) | Đổng Kha     | Lục Hổ        | Lục Hổ                    |            |
| 3.  | "Ly Nhân Hoa - 离人花" (Chủ đề)    | Đoạn Tư Tư   | Đàm Toàn      | Tô Tĩnh, Diệp Huyền Thanh |            |
| 4.  | "Chuông Gió - 风铃"                | Lưu Sướng    | Lý Hương Hinh | Câu Tuyết Oánh            |            |
| 5.  | "Sinh Ra Vì Nàng - 为你而生"       | Lý Tuyết Mạn | Đàm Toàn      | Âm Tần Quái Vật           |            |
| 6.  | "Nhân Gian Xưa - 旧人间"           | Đoạn Tư Tư   | Đàm Toàn      | Chu Hưng Đông             |            |
| 7.  | "Ở Bên Anh - 和你一起"             | Trương Doanh | Thạch Dương   | Quách Tĩnh                |            |

## Tranh cãi
Nền tảng phát sóng trực tuyến Mango TV đã biên tập lại đoạn kết của bộ phim, và đoạn kết dừng lại ở khoảnh khắc hai nhân vật chính "nhảy núi tuẫn tình”, khiến khán giả lầm tưởng rằng bộ phim tình cảm nhẹ nhàng này thực sự là một cái kết bi thảm. Mà đoạn kết thật sự của phim được đưa vào phần phiên ngoại khiến khán giả phải trả thêm tiền mới có thể xem được cái kết có hậu. Về vấn đề này, biên kịch, đạo diễn và khán giả đều tỏ ra không hài lòng.